# Lijst van personages uit Levende steden-serie en Fever Crumb-serie
Dit is een lijst van de belangrijkste personages uit de Levende steden en Fever Crumb-serie van Philip Reeve.
- Hester Shaw
- Tom Natsworthy
- Anna Fang
- Wren Natsworthy
- Theo Ngoni
- Fever Crumb
- Gideon Crumb
- Kit Solent/Shrike